# Eiterbach
Eiterbach is een gehucht in de Duitstalige stad Sankt Vith in de Belgische provincie Luik. De plaats ligt op de gemeentegrens met Amel en heeft 19 inwoners in de gemeente Sankt Vith. Het ligt zo'n 4,5 kilometer ten oosten van het stadscentrum van Sankt Vith en 2 kilometer ten zuidoosten van Wallerode. 

## Geschiedenis
Reeds voor 1451 werd hier een watermolen opgetrokken. Op de Ferrariskaart uit de jaren 1770 is de Moulin de Walleroth aangeduid.
Sinds de Franse en daarna Pruisische periode in de 19de eeuw hoorde de plaats met Wallerode tot de gemeente Meyerode. Na de Eerste Wereldoorlog kwam het gebied als deel van de Oostkantons bij België.
Bij de gemeentelijke herindelingen werd in 1977 de gemeente Meyerode bij de gemeente Amel gevoegd, maar Wallerode en Eiterbach werden afgesplitst en overgeheveld naar de gemeente Sankt Vith.
Deelgemeenten: Crombach · Lommersweiler · Recht · Sankt Vith · Schönberg

Overige kernen: Alfersteg · Amelscheid · Andler · Atzerath · Breitfeld · Eiterbach · Emmels (Nieder-Emmels · Ober-Emmels) · Galhausen · Heuem · Hinderhausen · Hünningen · Mackenbach · Neidingen · Neubrück · Neundorf ·  Rödgen · Rodt · Schlierbach · Setz · Steinebrück · Wallerode · Weppeler · Wiesenbach

Belgische gemeenten · Duitstalige Gemeenschap · Arrondissement Verviers · Luik · Wallonië